# Economía de Brunéi
La economía de Brunéi es resultado de la regulación gubernamental, ayudas sociales, el espíritu emprendedor local y extranjero y las tradiciones de los pueblos. La producción de petróleo y gas natural constituyen cerca de la mitad de la riqueza nacional.
La renta per cápita está muy por encima de la mayoría de las economías del tercer mundo.
Los considerables ingresos de las inversiones ayudan a compensar la escasa producción local.
El gobierno proporciona todos los servicios médicos y educación gratuita hasta el nivel universitario, y subvenciona el arroz y la vivienda.
Los líderes de Brunéi están preocupados por que la rápida integración del país en la economía global debilite la cohesión social, aunque se convierta en uno de los países destacados por obtener la presidencia del Fórum 2000 de la APEC (Asociación para la Cooperación Económica del Asia-Pacífico).
Los planes para el futuro son mejorar la cualificación de los trabajadores, reducir el desempleo, fortalecer los sectores financiero y turístico y en general disminuir la dependencia de la exportación de hidrocarburos.

## Datos económicos
PPA:
Paridad del poder adquisitivo – 6842 millones de dólares estadounidenses (2003 est.)
Tasa de crecimiento:
3,2% (2003 est.)
PPA - per cápita:
23.600 dólares (2003 est.)
Estructura del PIB por sector

agricultura:
5 %

industria:
45 %

servicios:
50 % (2001 est.)
Tasa de inflación (precios de consumo):
0,3% (2003 est)
Población activa:
158.000

nota: Incluye trabajadores extranjeros y personal militar, los residentes temporales constituyen cerca del 40 % de la población activa (2003 est);
Población activa – por ocupación:

agricultura, silvicultura y pesca:
10%

producción de petróleo y gas, servicios y construcción:
42%

trabajadores del estado:
48% (1999 est.)
Tasa de paro:
3,2 %
Presupuesto:

ingresos:
4900 millones de dólares

gastos:
4200 millones de dólares, incluyendo gastos de capital por 1300 millones (est. 2003)
Industrias:
Petróleo, refino de petróleo, licuación de gas natural, construcción.
Tasa de crecimiento de la producción industrial:
5% (2002 est)
Producción de electricidad:
2659 millones de kWh (2003)
Consumo de electricidad:
2473 millones de kWh (2003)
Exportaciones de electricidad:
0 kWh (2003)
Importaciones de electricidad:
0 kWh (2003)
Producción de petróleo:
196.400 barriles /día (2003)
Consumo de petróleo:
12.000 barriles /día (2003)
Exportación de petróleo:
199.000 barriles /día (2003)
Importación de petróleo:
NA (2003)
Reservas probadas de petróleo:
1255 millones de barriles (1 de enero de 2002)
Producción de gas natural:
10.350 millones de m³ (2001 est.)
Consumo de gas natural:
1350 millones de m³ (2001 est.)
Exportación de gas natural:
9000 millones de m³ (2001 est.)
Importación de gas natural:
0 m³ (2001 est.)
Reservas probadas de gas natural:
315.000 millones m³ (1 de enero de 2002)
Productos agrícolas:
Maíz, trigo, azúcar de caña, frutas, verduras; ternera, aves de corral, carnero, lana y productos lácteos.
Importaciones (2004 est): 1641 millones de dólares c.i.f.
- Principales países proveedores: Singapur 32,7%., Malasia 21,2 %, Reino Unido 8,3% y Japón 7,2 %

Exportaciones (2004 est): 4514 millones de dólares f.o.b.
- Principales países clientes:Japón 38,1%; Corea del Sur 14%; Australia 11,2%; Estados Unidos 8,6%; Tailandia 7,9 %; Indonesia 5,9% y China 4,5% (2004)

Reservas de divisas y oro:
20.160 millones de dólares (2005 est)
Deuda externa:
0
Ayuda externa:
4,2 millones de dólares (1995)
Moneda:
Dólar de Brunéi (BND)
Tipo de cambio:
Dólar de Brunéi por dólar estadounidense – NA (2005), 1,6902 (2004), 1,7422(2003), 1,7906 (2002), 7,7917 (2001)
Año Fiscal:
El año de calendario